# Скуловий кіль

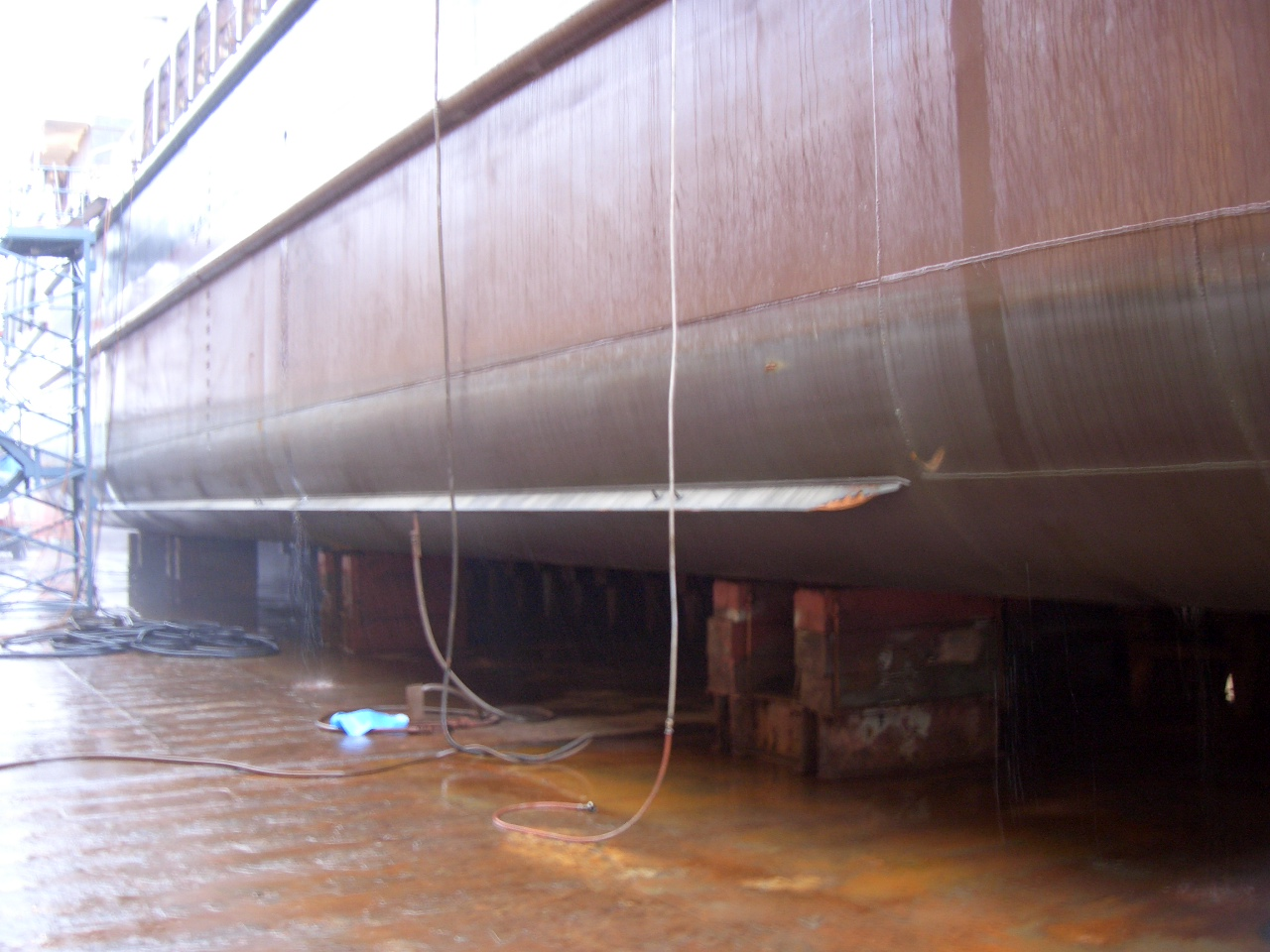
Скуловий кіль

Скуловий кіль, бортовий кіль — зовнішня поздовжня листова або профільна в'язь на корпусі судна, укріплена нормально до скули. Належить до пасивних заспокоювачів хитавиці. Являє собою одношарове, двошарове (порожнисте) або складене листове ребро, що встановлюється уздовж скули в середній частині судна перпендикулярно до зовнішньої обшивки.
Скулові кілі розташовуються з обох бортів у середній частині судна і займають зазвичай від 1/3 до 2/3 його довжини, їх сумарна площа — 2-6 % площі ватерлінії. Ширина (зазвичай від 0,3 до 1 м) вибирається такою, щоб не пошкоджувався при швартуванні до причалу. Зменшення розмаху бортової хитавиці здійснюється за рахунок хвиле- і вихороутворення, а також підйомної сили, яка виникає на скулових кілях при ході судна. Щоб зберегти зовнішню обшивку від пошкоджень, до корпусу скуловий кіль кріпиться за допомогою смуги, з якою з'єднаний більш слабким швом.